# Hylopezus
Hylopezus es un género de aves paseriformes perteneciente a la familia Grallariidae, anteriormente incluido en Formicariidae. Agrupa a especies nativas de la América tropical (Neotrópico) cuyas áreas de distribución se encuentran desde el noreste de Honduras a través de América Central y del Sur hasta el norte de Bolivia por el oeste y este de Brasil por el este. A sus miembros se les conoce por el nombre común de tororoíes.

## Etimología
El nombre genérico masculino «Hylopezus» se compone de las palabras del griego «ὑλη hulē» que significa ‘bosque’ y «πεζος pezos» que significa ‘caminada’.

## Características
Las especies de este género son bastante pequeñas, midiendo entre 13,5 y 14,5 cm de longitud, encontradas principalmente en selvas húmedas de baja altitud o en sus bordes. Todos tienen estrías o pintas en el pecho, y muchos exhiben un notable anillo ocular. Como otros gralláridos, son tímidos y principalmente terrestres, frecuentemente mucho más oídos que vistos; son aves cantoras, que a menudo se mueven de lado a lado mientras cantan y también inflando bolsas de aire a los lados del cuello.

## Taxonomía
Con la exclusión del género Pittasoma de Formicariidae, y su inclusión en Conopophagidae, el presente género, junto a Grallaricula, Myrmothera y Grallaria conforma un clado monofilético bien definido idéntico a la subfamilia Grallarinae anteriormente incluida en Formicariidae. Este clado puede ser dividido en dos linajes bien característicos, el numeroso y complejo Grallaria y las especies de menor tamaño del presente y los otros dos géneros.
Como resultado de una revisión sistemática de la especie politípica H. macularius con base en morfometría, plumaje, vocalización y características moleculares, conducida por Carneiro et al. (2012), la subespecie H. macularius paraensis fue elevada al rango de especie y una nueva especie H. whittakeri fue descrita; lo que fue reconocido por la aprobación de la Propuesta N° 622 al Comité de Clasificación de Sudamérica (SACC) en mayo de 2014.
El taxón dilutus es considerado sinónimo de H. macularius diversus (J.T. Zimmer, 1934), sobre quien tiene prioridad según Carneiro et al. (2012) y considerado como especie plena por el Comité Brasileño de Registros Ornitológicos (CBRO) pero es mantenido como la subespecie H. macularius dilutus por otras clasificaciones.
Un amplio estudio de filogenia molecular de Carneiro et al. (2019) de los tororoíes de los géneros Hylopezus y Myrmothera indicó que Hylopezus, como antes definido, era parafilético con respecto a Myrmothera y a Grallaricula. Específicamente, Hylopezus dives, H. fulviventris e H. berlepschi y las dos especies colocadas en Myrmothera, forman un clado bien soportado, que es hermano de otro clado formado por todas las especies remanentes de Hylopezus con excepción de Hylopezus nattereri. Esta especie es hermana de un clado que agrupa a Myrmothera, Hylopezus y Grallaricula, representando el linaje más divergente del complejo. Esta divergencia molecular es respaldada por las diferentes características morfológicas y de vocalización que ya eran conocidas. Como estas divergencias no permiten unir H. nattereri a ningún otro género, y como no había ningún otro género disponible, se propuso un nuevo género Cryptopezus Carneiro, Bravo & Aleixo, 2018 exclusivo para este linaje endémico de la Mata Atlántica. También se propuso la transferencia de H. fulviventris, H. dives y H. berlepschi para el género Myrmothera. El nuevo género fue reconocido en la Propuesta no 832 parte A al SACC, que también aprobó la transferencia de las tres especies en la parte B.

## Lista de especies
Según las clasificación Clements Checklist/eBird, el género agrupa a las siguientes especies con el respectivo nombre común de acuerdo con la Sociedad Española de Ornitología (SEO), u otro cuando referenciado:
| Imagen | Nombre científico              | Autor                                                         | Nombre común                          | EC (*) | Distribución |
| ------ | ------------------------------ | ------------------------------------------------------------- | ------------------------------------- | ------ | ------------ |
|        | Hylopezus perspicillatus       | (Lawrence), 1861                                              | tororoí de anteojos                   | LC     |              |
|        | Hylopezus macularius           | (Temminck), 1830                                              | tororoí moteado                       | LC     |              |
|        | Hylopezus (macularius) dilutus | (Hellmayr, 1910)                                              | tororoí de Zimmer o tororoí del Imari | NE     |              |
|        | Hylopezus paraensis            | (Snethlage), 1910                                             | tororoí de Snethlage                  | NE     |              |
|        | Hylopezus whittakeri           | Carneiro, Gonzaga, Rêgo, PS, Sampaio, Schneider, Aleixo, 2012 | tororoí de Alta Floresta              | NE     |              |
|        | Hylopezus auricularis          | (Gyldenstolpe), 1941                                          | tororoí enmascarado                   | VU     |              |
|        | Hylopezus ochroleucus          | (Wied-Neuwied), 1831                                          | tororoí teguá                         | LC     |              |